# Grandmamauntsistercat
Grandmamauntsistercat ist ein niederländisch-polnischer Experimentalfilm unter der Regie von Zuza Banasińska aus dem Jahr 2024. Der Film feierte im Februar 2024 auf der Berlinale seine internationale Premiere in der Sektion Berlinale Forum Expanded und wurde mit einem Teddy Award für den Besten Kurzfilm ausgezeichnet.

## Handlung
In Form einer Collage von Filmmaterial aus dem kommunistischen Polen, die aus dem Lehrfilmstudio in Łódź, stammen, erzählt ein Mädchen die Geschichte einer matriarchalen Familie. Diese Filme waren ursprünglich zu Propaganda- und Lehrzwecken gedreht worden. Das Kind setzt sich damit auseinander, wie sich ideologische und repräsentative Systeme reproduzieren. Es muss mit binären Geschlechterrollen zurechtkommen und hinterfragt Verwandtschaft und Identität. Dabei wird die Baba Jaga, eine Figur aus der slawischen Mythologie, zu einer prähistorischen Göttin aus der Epoche des Matriarchats umdefiniert. Die Frauen der Familie machen aus den oft sexistischen und anthropozentrischen Archivbildern Instrumente von Widerstand und Freiheit und werden damit zu Schöpferinnen ihrer selbst und der Welt um sie herum. Die Aufnahmen werden zu einem autofiktionalen Erinnerungsort.

## Produktion

### Filmstab
Regie führte die Künstlerin und Filmemacherin Zuza Banasińska aus Warschau, die zurzeit in Amsterdam lebt. Von ihr stammt auch das Drehbuch. Für den Filmschnitt war sie ebenfalls verantwortlich.

### Produktion und Förderungen
Produzentin war Zuza Banasińska, Produktionsfirmen die niederländischen Unternehmen Zuza Banasińska Production, Wytwórnia Filmów Oświatowych (WFO). Der Vertrieb erfolgt über Eye Filmmuseum und Video Power.

### Dreharbeiten und Veröffentlichung
Der Film feierte im Februar 2024 auf der Berlinale seine internationale Premiere in der Sektion Berlinale Forum Expanded.

## Rezeption
Im Tagesspiegel schrieb Birgit Rieger, hier werde ein Familienkonstrukt gezeigt, das sich außerhalb der gängigen Klischees bewege. So hole hier die Tochter die Mutter vom Kindergarten ab.

## Auszeichnungen und Nominierungen
- 2024: Internationale Filmfestspiele Berlin: Auszeichnung mit dem Teddy Award für den besten Kurzfilm[6]